# Cryptandra rigida
Cryptandra rigida là một loài thực vật có hoa trong họ Táo. Loài này được A.R.Bean mô tả khoa học đầu tiên năm 2004.